# باریم پراکسید
باریم پراکسید (به انگلیسی: Barium peroxide) با فرمول شیمیایی BaO۲ یک ترکیب شیمیایی با شناسه پاب‌کم ۱۴۷۷۳ است. که جرم مولی آن ۱۶۹٫۳۳ g/mol می‌باشد. شکل ظاهری این ترکیب، جامد بلوری سفید و خاکستری است.